# Delphinium elatum
Espèce
Classification phylogénétique
Delphinium elatum, la dauphinelle élevée, est une espèce de plantes vivaces de la famille des Renonculacées, originaire d'Europe et d'Asie occidentale.
Autre nom vernaculaire : pied-d'alouette élevé. Le terme de pied-d'alouette désigne aussi bien les espèces du genre Delphinium (fruit à plusieurs follicules) que du genre Consolida (à un seul follicule).
Les horticulteurs ont produit de nombreux hybrides cultivés dont Delphinium ×elatum. Le croisement de D. elatum et D. grandiflorum a donné l'hybride Delphinium ×belladonna avec de nombreuses variétés de bleus vifs. D'autres hybrides de D. elatum, très communs dans les jardins, sont constitués par la série des Giant Pacific.

## Description

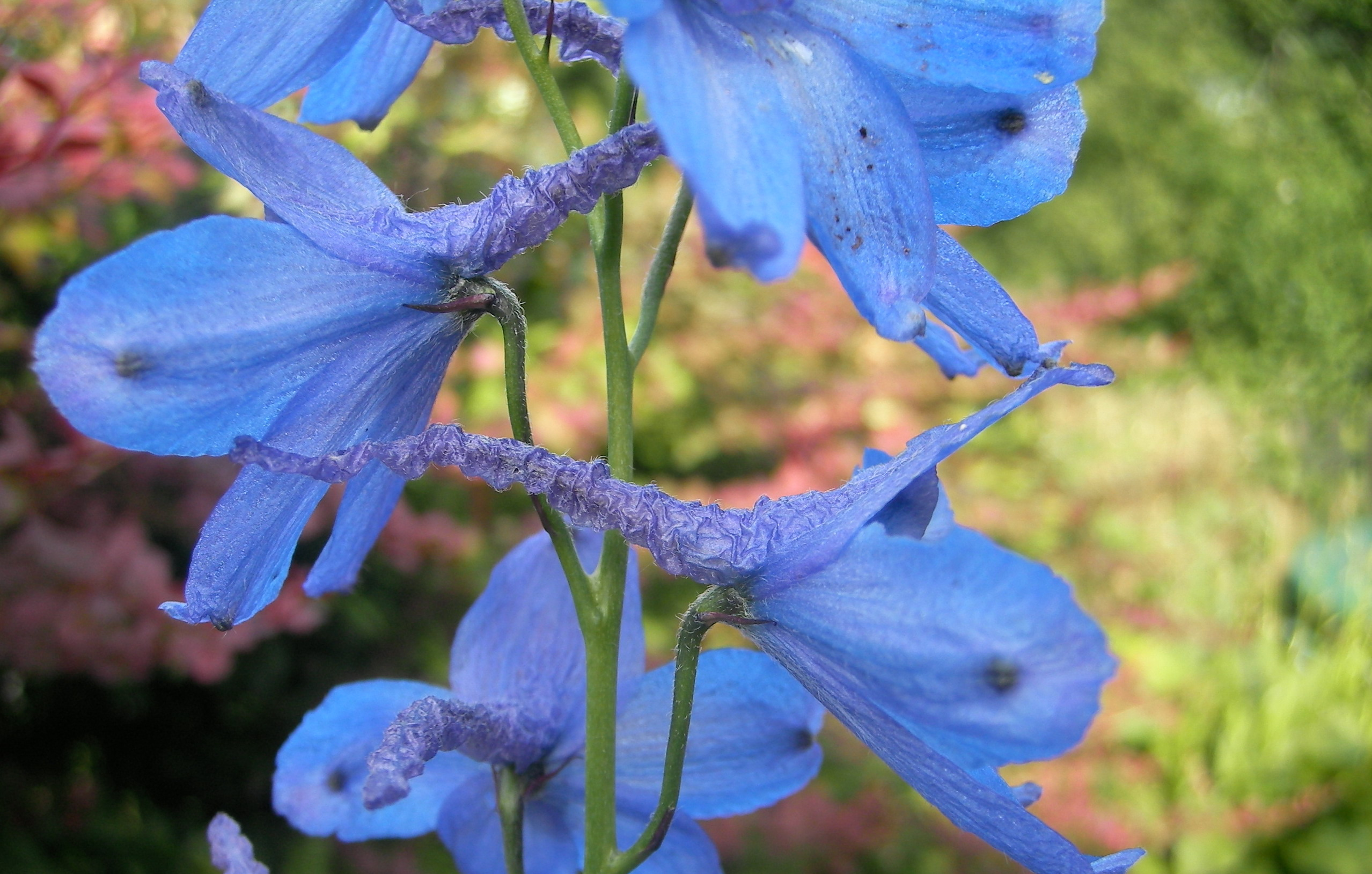
Fleurs de D. elatum.

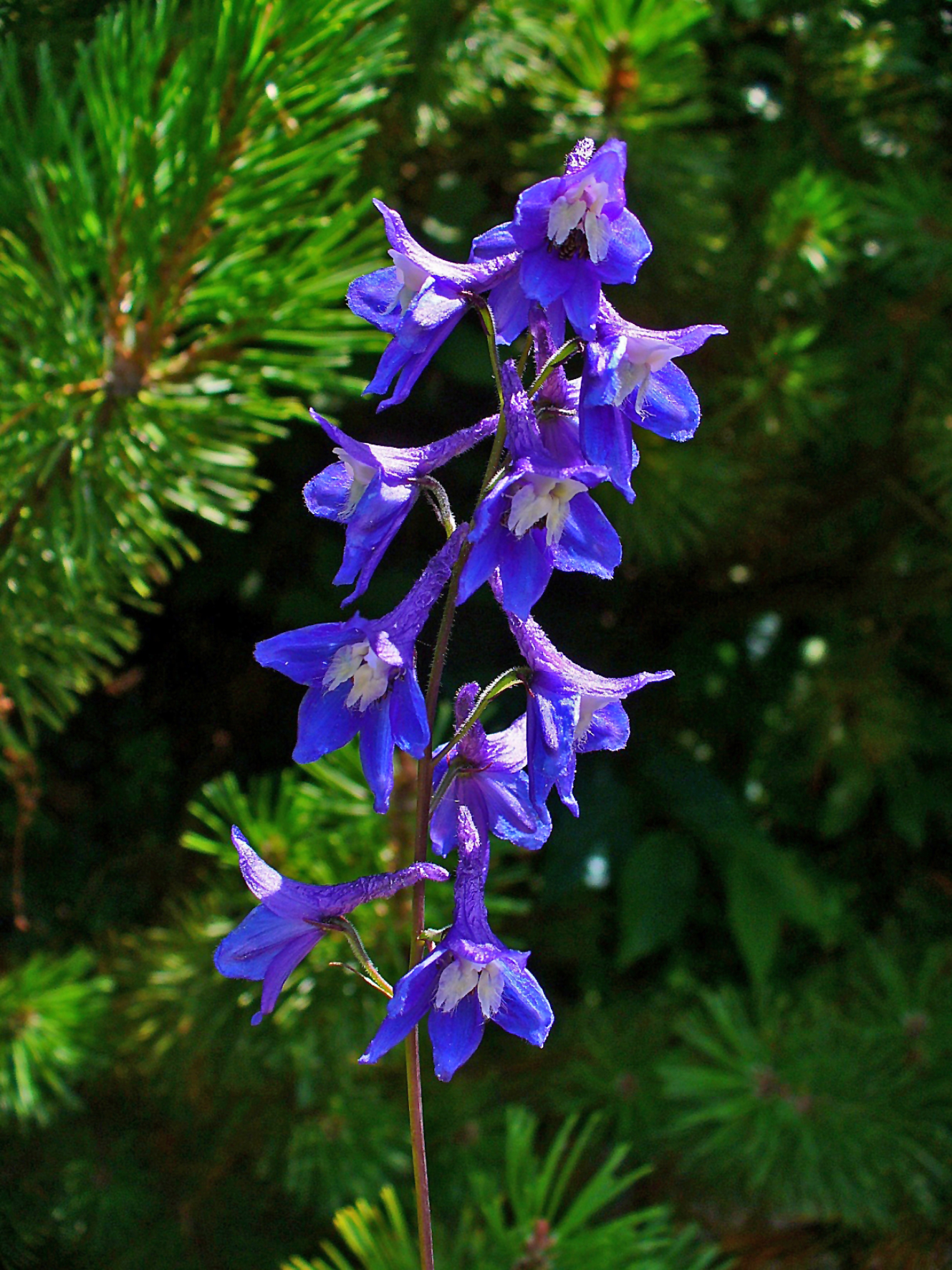
Inflorescence de D. elatum.

La dauphinelle élevée est une plante vivace, de 1 à 2 mètres de hauteur, robuste.
Les feuilles de contour arrondi ou pentagonal sont palmatiséquées, à 5-7 lobes trifides, à marge incisée-dentée. Parfois, elles sont entières et lancéolées vers le haut de la tige.
L'inflorescence est un racème terminal, dressé, portant de 25 à une centaine de fleurs bleues. Le pédicelle est muni au sommet de 2 bractées linéaires. La fleur à symétrie bilatérale (dite zygomorphe) est composée de :
- 5 sépales pétaloïdes, libres, bleus, avec le sépale supérieur prolongé à l'arrière par un long éperon,
- 4 pétales libres, brun foncé, dont les 2 supérieurs se prolongent par un éperon  nectarifère pénétrant étroitement dans l'éperon du sépale supérieur. L'onglet des pétales inférieurs (la partie allongée, semblable à un filet d'étamine) fait dire que ces pétales dérivent d'étamines,
- 3 (à 5) carpelles libres.

La floraison a lieu l'été, de juillet à septembre.
Le fruit est formé de 3 (à 5) follicules de 13-25 mm de long[réf. nécessaire], contenant de nombreuses graines, plissées et rugueuses.

## Écologie
Delphinium elatum croît dans les prairies fraîches de hautes montagnes des Alpes de Haute-Savoie et dans toutes les Alpes d'Europe. C'est une espèce protégée.
On le rencontre aussi dans l'Europe du Sud (Italie, ex-Yougoslavie, Roumanie), dans l'Europe centrale (Autriche, Tchéquie, Pologne) et de l'est (Pays Baltes) jusqu'au Caucase, en Sibérie, Mongolie, Kazakhstan ainsi qu'en Inde et Chine (Xinjiang).
Cette espèce et ses cultivars sont cultivés comme plante ornementale.

## Composition

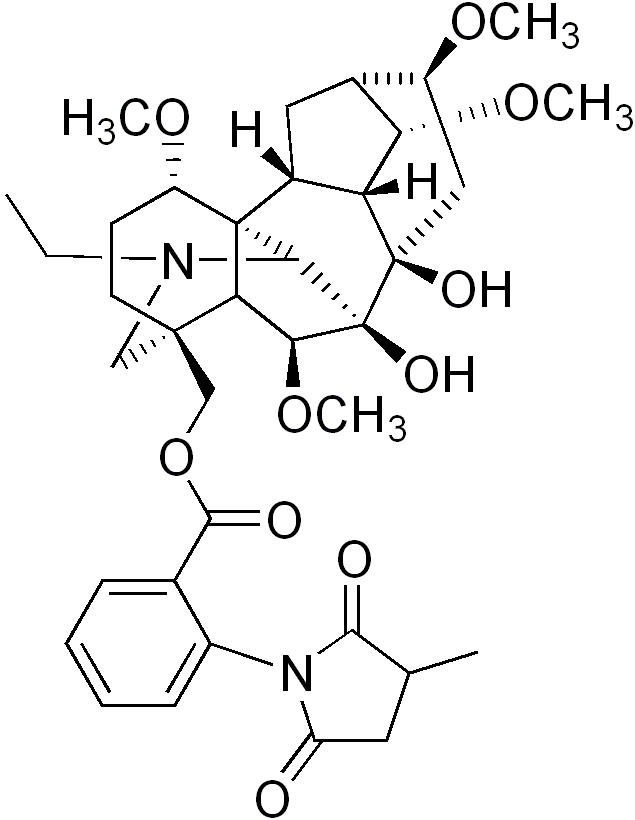
Méthyllycaconitine

Les substances responsables de la toxicité de D. elatum sont des alcaloïdes diterpéniques et norditerpéniques. Les alcaloïdes issus de diterpènes ont un squelette à 20 atomes de carbone, ceux issus de norditerpènes un squelette à 19 atomes de carbone.
Il a été découvert un très grand nombre de ces alcaloïdes chez Delphinium elatum. Citons la delpheline, deltaline, deltamine, elatine. Les graines du cultivar "Pacific Giant" contiennent de la delelatine, elasine, isodelpheline, eladine, pacifidine, pacifiline etc., à côté de 7 alcaloïdes lycoctoniniques (14-O-deacetylnudiculine, delpheline, deltaline, elatine, lycoctonine, méthyllycaconitine et nudicauline) et d'elanine, delectinine, ajaconine.
La méthyllycaconitine (MLA) est considérée comme la responsable principale de la toxicité des delphiniums. C'est un antagoniste des  récepteurs nicotiniques de l'acétylcholine dans les muscles et le cerveau, provoquant des difficultés respiratoires et des convulsions.
Il est tenu pour responsable de l'empoisonnement du bétail broutant dans les alpages suisses ou dans les montagnes d'Amérique du Nord,.